# Crematogaster auberti
Espèce
Crematogaster auberti (Emery, 1869) est une espèce de fourmis, de petite taille (2,8 à 4 mm) dont le corps et les pattes sont de couleur brun chocolat clair. Elle établit ses colonies de préférence en milieu hygrophile. L'essaimage a généralement lieu en août.
En France, cette espèce est présente sur le littoral méditerranéen.